# Rysik
Rysik (ang. stylus pen) – narzędzie graficzne, kształtem przypominające długopis. Zastępuje myszkę i umożliwia łatwą edycję plików graficznych w urządzeniach wyposażonych w ekran dotykowy. Dawniej używany w tabletach graficznych, a następnie w tabletach zintegrowanych z komputerem PC. Jednym z pierwszych był Lenovo X41 Tablet.

## Historia
Pierwsze rysiki były sztywnym kawałkiem plastiku pozbawione kompletnie elektroniki. Służyły do obsługi ekranów oporowych (rezystancyjnych), na których widoczna z bliska była siatka. Docisk w danym punkcie był interpretacją rezystancji, co umożliwiało najczęściej odróżnienie 256 poziomów nacisku. 

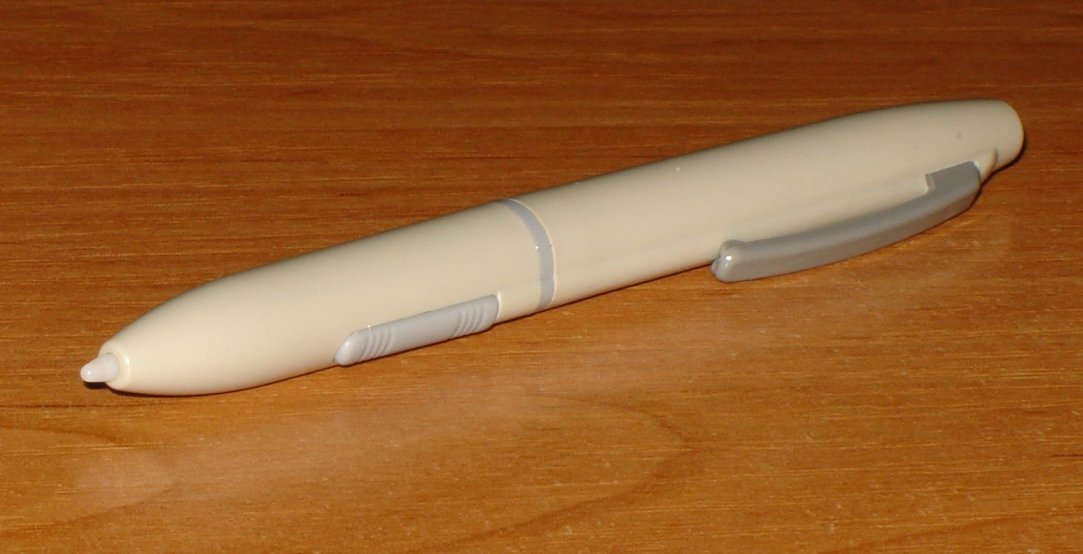
Rysik drugiej generacji z białą końcówką

Rysiki drugiej generacji typu Wacom bamboo, również rezystancyjne, posiadały charakterystyczną białą końcówkę, tzw. tip. Dopiero w późniejszym czasie Lenovo zaczęło stosować czarne i czerwone tipy. W urządzeniach tych ekran wysyła energię, a w piórku znajduje się cewka. Rysik wykrywany jest już z niewielkiej odległości, ok. 3-4 cm i ma 1 lub 2 przyciski oraz gumkę. Stylus drugiej generacji używany jest do dziś w profesjonalnych tabletach. Posiada co najmniej 1024 poziomy nacisku.
Rysiki trzeciej generacji to rysiki znane pod symbolami "active stylus", "N-trig", "Active Pen". Ich cechą charakterystyczną jest bateria w środku piórka konieczna do jego zasilenia. Piórka te były mocno wspierane przez HP i Microsoft. Z powodu konieczności wymiany baterii oraz z uwagi na kształt i wagę piórka (determinowaną przez obecność baterii) nie zyskały zbyt wielkiej popularności wśród grafików. Można je spotkać np. w Surface Pro 3, HP spectre 360 i innych urządzeniach konsumenckich skierowanych do domowych użytkowników. Piórka te również posiadają zazwyczaj jedynie 1 przycisk i nie posiadają gumki.
Dzięki rozwojowi telefonów i tabletów powstały rysiki pojemnościowe. To powszechnie dostępne rysiki w bardzo niskiej cenie, zakończone dużą gumką, która ma właściwości magnetyczne. Rysiki małopunktowe dla ekranów pojemnościowych, np. Adonit Jot Pro 2.0, posiadają charakterystyczny przezroczysty krążek na końcówce. Są rzadko spotykane, ponieważ mimo uzyskania cienkiej linii nie oferują poziomów nacisku jak również żadnego przycisku. Są popularne wśród użytkowników urządzeń Apple – iPhone i iPad.

## Cechy użytkowe
Nieprawdą jest, iż dotyk palcem zastępuje rysik. Wszelkie urządzenia profesjonalne są w takowy wyposażone. Wynika to z konieczności rozpoznawania nacisku, notowania czy rysowania. Po drugie, aplikacje nie zawsze są dostosowane do obsługi samym palcem.